# Giovanni Checchinato
Giovanni Checchinato (Latina, 20 de agosto de 1957) é um arcebispo católico italiano, desde 10 de dezembro de 2022 arcebispo metropolitano de Cosenza-Bisignano.

## Biografia
Giovanni Checchinato nasceu em 20 de agosto de 1957 em Latina, então diocese de Velletri.

### Treinamento sacerdotal e ministério
Obteve o bacharelado em teologia pelo Pontifício Colégio Leoniano de Anagni, do qual foi reitor de 2005 a 2015.
Em 4 de julho de 1981 foi ordenado sacerdote, ingressando na então diocese de Terracina-Latina.
Obteve a licença em teologia moral na Academia Alfonsiana de Roma e cursou o caminho acadêmico para obter o doutorado na Pontifícia Universidade Gregoriana. Em 1995 participou do curso de especialização em bioética dirigido pelo Professor Giovanni Berlinguer na Universidade de Roma "La Sapienza". Em 2008 obteve o mestrado de 2º nível em aconselhamento socioeducativo na Universidade Pontifícia Salesiana.

### Ministério episcopal
Em 13 de janeiro de 2017, o Papa Francisco nomeou-o bispo de San Severo; ele sucedeu Lucio Angelo Renna, que renunciou após atingir o limite de idade.
No dia 23 de abril seguinte recebeu a ordenação episcopal, na igreja paroquial do Sagrado Coração de Jesus em Latina, de Mariano Crociata, bispo de Latina-Terracina-Sezze-Priverno, co-consagrando bispo Lucio Angelo Renna, seu antecessor em San Severo e Felice Accrocca, arcebispo metropolitano de Benevento, também originário da diocese de Latina-Terracina-Sezze-Priverno. No dia 6 de maio tomou posse canônica da diocese de San Severo, tornando-se assim seu 41º bispo.
Em 10 de dezembro de 2022, o Papa Francisco nomeou-o arcebispo metropolitano de Cosenza-Bisignano; ele sucedeu Francescantonio Nolè, falecido em 15 de setembro anterior. Em 4 de fevereiro de 2023 tomou posse canônica da arquidiocese metropolitana de Cosenza-Bisignano.
No dia 29 de junho de 2023, solenidade dos santos Pedro e Paulo, recebeu o pálio do Papa Francisco na Basílica de São Pedro, no Vaticano, que lhe foi imposto pelo núncio apostólico Emil Paul Tscherrig no dia 19 de setembro seguinte.